# Aphrodisium sauteri
Aphrodisium sauteri là một loài bọ cánh cứng trong họ Cerambycidae.